# Contea di Boise
La contea di Boise (in inglese Boise County) è una contea dello Stato dell'Idaho, negli Stati Uniti. La popolazione al censimento del 2000 era di 6 670 abitanti. Il capoluogo di contea è Idaho City.

## Geografia
La contea si trova nel centro-ovest dello Stato. A sud-est scorre il fiume Boise.
Dal 2017 la zona più orientale è parte della Central Idaho Dark Sky Reserve.

### Contee confinanti
- Contea di Valley - nord
- Contea di Custer - est
- Contea di Elmore - sud-est
- Contea di Ada - sud-ovest
- Contea di Gem - ovest

## Storia
La contea fu fondata nel 1864 e fu chiamata così per l'omonimo fiume.

## Comuni

### Cities
- Crouch
- Horseshoe Bend
- Idaho City (capoluogo)
- Placerville

### Census-designated places
- Banks
- Garden Valley
- Lowman
- Robie Creek